# Djurskildring
Djurskildringar är verk där djur är huvudpersoner, eller där handlingen helt och hållet handlar om djur. Bland de mest kända märks:
- Skriet från vildmarken av Jack London
- Den långa flykten av Richard Adams
- Måsen: Berättelsen om Jonathan Livingston Seagull av Richard Bach